# Cycnium angolense
Cycnium angolense är en snyltrotsväxtart som först beskrevs av Adolf Engler, och fick sitt nu gällande namn av O.J. Hansen. Cycnium angolense ingår i släktet Cycnium och familjen snyltrotsväxter. Inga underarter finns listade i Catalogue of Life.